# Neuental
Neuental is een gemeente in de Duitse deelstaat Hessen, en maakt deel uit van de Schwalm-Eder-Kreis.
Neuental telt 3.034 inwoners.
Bad Zwesten · Borken · Edermünde · Felsberg · Frielendorf · Fritzlar · Gilserberg · Gudensberg · Guxhagen · Homberg · Jesberg · Knüllwald · Körle · Malsfeld · Melsungen · Morschen · Neuental · Neukirchen · Niedenstein · Oberaula · Ottrau · Schrecksbach · Schwalmstadt · Schwarzenborn · Spangenberg · Wabern · Willingshausen